# Cratere Kosberg
Kosberg è un cratere lunare di 14,63 km situato nella parte sud-occidentale della faccia nascosta della Luna.